# تشريسي (باد كاليه)
تشريسي، باد كاليه (بالفرنسية: Chérisy)‏ هي بلدية تقع في إقليم باد كاليه من منطقة نور با دو كاليه في شمال فرنسا. تبلغ مساحة هذه المدينة 6.29 (كم²)، وترتفع عن سطح البحر 66 م، يبلغ عدد سكانها 212 نسمة حسب إحصاء المعهد الوطني للإحصاء والدراسات الاقتصادية سنة 2009 م. وترأس Roland Delobelle البلدية خلال فترة (2008-2014).